# 訃報 1980年
訃報 1980年（ふほう 1980ねん）は、1980年（昭和55年）中に物故した人物をまとめたものである。詳細は月別訃報記事を参照のこと。

## 月別の訃報記事一覧
- 訃報 1980年1月
- 訃報 1980年2月
- 訃報 1980年3月
- 訃報 1980年4月
- 訃報 1980年5月
- 訃報 1980年6月
- 訃報 1980年7月
- 訃報 1980年8月
- 訃報 1980年9月
- 訃報 1980年10月
- 訃報 1980年11月
- 訃報 1980年12月

## 関連書籍
- 『現代物故者事典（1980 - 1982）』日外アソシエーツ、1983年4月1日。ISBN 978-4-8169-0236-9。
- 『現代物故者事典 総索引（昭和元年～平成23年）①政治・経済・社会篇』日外アソシエーツ、2012年10月1日。ISBN 978-4-8169-2383-8。
- 『現代物故者事典 総索引（昭和元年～平成23年）②学術・文芸・芸術篇』日外アソシエーツ、2012年11月1日。ISBN 978-4-8169-2384-5。